# Huia melasma
Huia melasma là một loài ếch thuộc họ Ranidae. Đôi khi nó được xếp vào chi Odorrana, nhưng hiện có vẻ chúng không thuộc chi đó lẫn chi Huia, ít nhất nếu như chi sau được xác định theo nghĩa hẹp. Loài này có ở Thái Lan và có thể cả Myanma.
Môi trường sống tự nhiên của chúng là rừng ẩm vùng đất thấp nhiệt đới hoặc cận nhiệt đới và sông ngòi. Tình trạng bảo tồn của nó hiện chưa đủ thông tin.